# どろめ祭り
どろめ祭り（どろめまつり）は、毎年4月に高知県香南市（旧香美郡赤岡町）にて行われる祭りである。

## 概要
どろめ（マイワシやウルメの稚魚）の豊漁と安全を祈り、大杯にそそがれた日本酒を男性は一升（1.8リットル）、女性は五合（0.9リットル）一気飲みし、飲み干した時間の速さを競うイベントである。競争は男性の部と女性の部に分かれており、一番速く飲み干した者が優勝となる。